# بهمن هیربد
بهمن هیربد (متولد ۱۲۹۳ - درگذشته ۳ اردیبهشت ۱۳۵۳) روزنامه‌نگار ایرانی بود. او مدیریت و تأسیس مجله موزیک ایران (۱۳۳۱ تا ۱۳۴۴ خورشیدی) را به عهده داشت. این مجله نخستین نشریه تخصصی دربارهٔ موسیقی در ایران بود که مستقل از بودجه دولت فعالیت داشت. بهمن هیربد همچنین دارای سابقه نوازندگی ویولون در نزد استاد موسیقی ابوالحسن صبا است.
نوازندهٔ ویولن و نویسندهٔ ایرانی کتاب‌هایی در زمینهٔ مبانی موسیقی نظری و تعلیم سازها. مقدمات موسیقی را در زادگاهش فراگرفت و در سال‌های اقامت در تهران، نزد استاد ابوالحسن صبا نواختن ویولن را آموخت و در ۱۳۳۱، مجله موزیک ایران را تأسیس کرد و خود علاوه برگرداندن امور اداری و اجرایی آن، مقالاتی در آن نوشت. این مجله به‌منزلهٔ یکی از مراجع تحقیقی امروز در زمینهٔ شناخت اوضاع اجتماعی موسیقی تهران در سال‌های ۱۳۳۱–۱۳۴۴ش شناخته می‌شود و حاوی مقالات متعدد و پرباری است که در سال‌های بعد، مکرر در دیگر نشریات چاپ شده‌اند. از دیگر آثار اوست: کتاب‌های تئوری موسیقی، خودآموز آکاردئون و …